# Barrio Norte (Tucumán)
Barrio Norte es un barrio de San Miguel de Tucumán, Tucumán, Argentina. Se encuentra delimitado por las avenidas Sarmiento, Gobernador del Campo, Soldati, Mitre, 24 de septiembre y las calles Mendoza, Santiago del Estero y Amadeo Jacques.

## Historia
El barrio fue originalmente creado en la fundación de San Miguel de Tucumán en 1685, expandiéndose hacia el norte en la intendencia de José Padilla. Con el paso del tiempo, se convirtió en un barrio donde las familias de mayor importancia y con más patrimonio construyeron sus casas. Desde la década de 1990, el barrio se convirtió en lugar de numerosos emprendimientos inmobiliarios y edificios de viviendas en altura. Asimismo, se instalaron numerosos bares y locales gastronómicos en las zonas circundantes a las Plazas Urquiza y Alberdi.
El barrio vio el nacimiento del Club Atlético Tucumán. El 27 de septiembre de 1902, los fundadores de la institución firmaron el acta de fundación, en la calle Rivadavia (actual Virgen de la Merced) al 139.

## Sitios de Interés
- Plaza Alberdi[7]
- Plaza Urquiza
- Estación Tucumán
- Casa Sucar[8]
- Museo Mercedes Sosa[9]
- Hotel Sheraton Tucumán
- Hotel Garden Park Tucumán
- Concejo Deliberante de San Miguel de Tucumán
- Cine Atlas

## Educación
- Escuela Secundaria Zavaleta
- Escuela José Mármol
- Escuela Bartolomé Mitre
- Colegio Nacional Bartolomé Mitre
- Colegio San Carlos
- Colegio Nueva Concepción
- Colegio Santa María
- Colegio Nuestra Señora del Huerto
- Instituto Puente
- Instituto San Miguel
- Colegio Sagrado Corazón
- Colegio San Francisco
- Escuela 9 de Julio
- Instituto Mixto de Enseñanza Privada
- Colegio de la Santa Cruz
- Instituto 9 de julio
- Colegio Sagrada Familia
- Colegio Mark Twain
- Colegio María Auxiliadora
- Gymnasium UNT

## Salud
- Hospital Centro de Salud
- Sanatorio Modelo
- Sanatorio del Norte
- Sanatorio Parque
- Hospital Néstor Kirchner
- Clínica del Pilar
- Sanatorio Sarmiento
- Sanatorio Luz Médica
- Sanatorio Rivadavia
- Centro Privado de Cardiología

## Seguridad
- Unidad Regional Capital Policía de Tucumán
- Sede Gendarmería Nacional Argentina Región IV Tucumán

## Transporte

### Líneas de colectivos
- Línea 1
- Línea 3
- Línea 4
- Línea 5
- Línea 6
- Línea 7
- Línea 8
- Línea 9
- Línea 11
- Línea 12
- Línea 17
- Línea 18
- Línea 19
- Línea 100
- Línea 101
- Línea 103
- Línea 105
- Línea 106
- Línea 107
- Línea 109
- Línea 118
- Línea 121
- Línea 122
- Línea 123
- Línea 124
- Línea 125
- Línea 129
- Línea 130
- Línea 131
- Línea 132
- Línea 140
- Línea El Provincial

## Parroquias de la Iglesia Católica en Barrio Norte
| Arquidiócesis | Arquidiócesis de Tucumán    |
| ------------- | --------------------------- |
| Parroquia     | San Roque                   |
| Parroquia     | Inmaculado Corazón de María |
| Parroquia     | Asunción de María Santísima |